# آزمایش گریفیت

فرایند آزمایش گریفیت که انجام عمل ترانسفورماسیون در باکتری مولد سینه‌پهلو را نشان داد.

آزمایش گریفیت (به انگلیسی: Griffith's experiment) یکی از آزمایش‌های مهم در تاریخ زیست‌شناسی است که در سال ۱۹۲۸ توسط فریدریک گریفیت انجام گرفت. با اینکه هدف آزمایش، یافتن واکسن برای بیماری آنفلوانزا از طریق باکتری استرپتوکوکوس نومونیا بود (این باکتری مولد بیماری سینه‌پهلو (ذات‌الریه)است؛ اما در زمان گریفیت این موضوع مشخص نبود)، نتایج این آزمایش از نظر علم ژنتیک اهمیت دارند و در آن دوران، سرآغازی برای مطالعهٔ ماده ژنتیک و عامل انتقال صفات بودند. گریفیت در این آزمایش کشف کرد که عامل وراثتی قابلیت انتقال دارد (انتقال صفت)، اما او نتوانست ماهیت ماده وراثتی را بیابد.

## فرایند
گریفیت، روی دو سویه از باکتری استرپتوکوکوس نومونیا کار می‌کرد. یکی از این دو سویه، دارای کپسول است که بیماری ایجاد می‌کند. کپسول این سویه، باکتری را از سیستم ایمنی محافظت می‌کند. سویهٔ مورد مطالعهٔ دیگر، بدون این کپسول است، که مولد بیماری نیست.
هنگامی که گریفیت باکتری‌های کپسول‌دار را به موش تزریق کرد، موش به سینه‌پهلو مبتلا شد و مُرد. در حالی که با تزریق باکتری‌های بدون کپسول، موش زنده می‌ماند. او سپس باکتری‌های کپسول‌دار را با گرما از بین برد و باکتری‌های کشته‌شده را به موش تزریق کرد، موش‌ها زنده ماندند. از این سه مشاهده، نتیجه می‌شود که باکتری‌های کپسول‌دار بیماری‌زا و باکتری‌های بدون کپسول، غیربیماری‌زا هستند. از طرفی با حرارت دادن به باکتری‌های کپسول‌دار، کپسول آن‌ها دگرگونی یافته و از باکتری جدا می‌شد، اما مواد سازندهٔ آن به صورت اولیه و منسجم باقی می‌ماندند. پس کپسول به خودی خود عامل ایجاد بیماری و مرگ موش نبود؛ چرا که تزریق باکتری کپسول‌دار مرده، در حالی که کپسول آن وجود داشت و ساختار آن حفظ شده بود، باعث مرگ موش نمی‌شد.
نتیجهٔ غیرمنتظره و اصلی مشاهدات آزمایش گریفیت، هنگامی بود که او مخلوطی از باکتری‌های زندهٔ بدون کپسول و باکتری‌های کشته‌شدهٔ کپسول‌دار را وارد بدن موش کرد. پس از این کار، موش بیمار شده و از بین می‌رفت. پس از مرگ موش، گریفیت خون موش مرده را بررسی کرد و در آن باکتری کپسول‌دار زنده یافت. یعنی تعدادی از باکتری‌های بدون کپسول، «ترانسفورماسیون» حاصل کردند و به باکتری کپسول‌دار تبدیل شدند. ترانسفورماسیون، پدیده‌ای است که طی آن، باکتری مواد ژنتیکی را از محیط خارج و از جاندار دیگر دریافت می‌کند و با استفاده از آن، در خصوصیات ظاهری (فنوتیپ) خود تغییر ایجاد می‌کند.
پس از این مشاهده، معلوم شد که عاملی که اطلاعات و دستورالعمل‌های ساخت کپسول را دارا بوده، از باکتری‌های کپسول‌دار مرده به باکتری‌های بدون کپسول زنده منتقل شده و به آن‌ها توانایی ایجاد کپسول داده‌است. در آن زمان این عامل که نوکلئیک اسید از نوع آران‌ای بود، کشف و شناخته نشد. اما این مشاهدات پایه و آغازی برای کشف مادهٔ ژنتیک بود.

## نتیجه
با این آزمایش مشخص شد که عامل ترانسفورماسیون، همان مادهٔ ژنتیک و عامل انتقال صفات در وراثت است. انتقال صفت «داشتن کپسول» از باکتری‌های کپسول‌دار مرده به باکتری‌های بدون کپسول زنده، ذهن پژوهشگران را به مسئلهٔ مادهٔ ژنتیک که معمایی دیرین بود، معطوف ساخت و کشف عامل انتقال صفات و ساختار آن را در آزمایش‌های  دیگر پژوهشگران ممکن نمود.